# الإنجيل الرباعي الفارسي
الإنجيل الرباعي الفارسي لإيوانيس عز الدين التبريزي هو إنجيل متناغم يعود للقرن الثالث عشر، وهو أقدم ترجمات الكتاب المقدس إلى الفارسية. ويبدو أنه قد تُرجم من نسخة متأخرة من التناغم السرياني.